# Địa điểm thi đấu Thế vận hội Mùa hè 2016
Thế vận hội Mùa hè 2016, có tên gọi chính thức là "Games of the XXXI Olympiad", là một sự kiện thể thao đa môn được tổ chức tại Rio de Janeiro, Brazil, từ 5 tới 21 tháng 8 năm 2016.[n 1]
Các nội dung thi đấu sẽ được diễn ra tại 18 địa điểm đã tồn tại (tám trong số có sự cải tạo), chín địa điểm mới được xây cho Thế vận hội Mùa hè, và 7 địa điểm tạm thời sẽ được gỡ bỏ sau Thế vận hội. Các nội dung sẽ được diễn ra ở một trong bốn tổ hợp Olympic cách biệt về địa lý: Barra, Copacabana, Deodoro, Engenho de Dentro và Maracanã. Giống như Đại hội thể thao Liên châu Mỹ 2007. Một vài địa điểm nằm trong Công viên Olympic Barra. Địa điểm thi đấu lớn nhất ở đại hội mà có chỗ ngồi là Sân vận động Maracanã, có tên gọi chính thức là Sân vận động Jornalista Mário Filho, có thể chứa được 74,738 khán giả và sẽ được sử dụng như là Sân vận động Olympic chính thức, tổ chức lễ khai mạc, bế mạc và các trận chung kết bóng đá. Thêm vào đó, năm địa điểm thi đấu ngoài Rio de Janeiro sẽ tổ chức các nội dung môn bóng đá, nằm ở các thành phố Brasília, Belo Horizonte, Manaus, Salvador và São Paulo.
Đây là lần đầu tiên kể từ Thế vận hội Mùa hè 1900, Lễ khai mạc và bế mạc Thế vận hội Mùa hè không diễn ra cùng nơi với môn điền kinh và tất cả các nội dung môn thể dục dụng cụ thi đấu cùng một địa điểm.